# Yannick Noah
Yannick Noah (ur. 18 maja 1960 w Sedanie) – francuski tenisista, zwycięzca French Open 1983 w grze pojedynczej i French Open 1984 w grze podwójnej, lider rankingu deblowego, reprezentant w Pucharze Davisa.
Po zakończeniu kariery sportowej rozpoczął karierę muzyczną. Jest wykonawcą piosenek reggae.
Yannick Noah jest ojcem koszykarza zawodowej ligi NBA Joakima Noaha.

## Kariera tenisowa
Jako zawodowy tenisista startował w latach 1977–1996.
W grze pojedynczej wygrał 23 turnieje rangi ATP World Tour i osiągnął 13 finałów. W 1983 roku był najlepszy podczas wielkoszlemowego French Open, po pokonaniu w finale Matsa Wilandera.
W grze podwójnej odniósł 16 triumfów turniejowych z cyklu ATP World Tour i 9 razy uczestniczył w finale. W 1984 roku zwyciężył we French Open, podczas którego tworzył parę z Henrim Lecontem. Wspólnie z Lecontem awansował w 1985 roku do finału US Open, a w 1987 dotarł, tym razem z Guym Forgetem do finału Rolanda Garrosa.
W latach 1978–1990 Noah reprezentował Francję w Pucharze Davisa. Zagrał łącznie w 61 meczach, z których w 39 zwyciężył. W 1991 roku został kapitanem reprezentacji i doprowadził Francuzów do zwycięstwa w zawodach, pierwszego od 49 lat. W finale pokonali 3:1 Stany Zjednoczone. Sukces ten Francuzi powtórzyli w 1996 roku, tym razem po finale zwycięskim ze Szwecją.
W rankingu gry pojedynczej Noah najwyżej był na 3. miejscu (7 lipca 1986), a w klasyfikacji gry podwójnej na 1. pozycji (25 sierpnia 1986). Jako lider w zestawieniu deblistów znajdował się przez 19 tygodni.
W 2005 roku został włączony do Międzynarodowej Tenisowej Galerii Sławy.
Od sezonu 2016 jest kapitanem reprezentacji Francji w Pucharze Davisa. Podczas edycji 2017 doprowadził reprezentację do pierwszego triumfu w turnieju od 2001 roku, a w finale Francuzi pokonali 3:2 Belgię.

### Finały w turniejach wielkoszlemowych

#### Gra pojedyncza (1–0)
| Końcowy wynik | Nr | Data           | Turniej            | Nawierzchnia | Przeciwnik    | Wynik finału  |
| ------------- | -- | -------------- | ------------------ | ------------ | ------------- | ------------- |
| Zwycięzca     | 1. | 5 czerwca 1983 | French Open, Paryż | Ceglana      | Mats Wilander | 6:2, 7:5, 7:6 |

#### Gra podwójna (1–2)
| Końcowy wynik | Nr | Data            | Turniej            | Nawierzchnia | Partner       | Przeciwnicy                 | Wynik finału            |
| ------------- | -- | --------------- | ------------------ | ------------ | ------------- | --------------------------- | ----------------------- |
| Zwycięzca     | 1. | 9 czerwca 1984  | French Open, Paryż | Ceglana      | Henri Leconte | Pavel Složil Tomáš Šmíd     | 6:4, 2:6, 3:6, 6:3, 6:2 |
| Finalista     | 1. | 7 września 1985 | US Open, Nowy Jork | Twarda       | Henri Leconte | Ken Flach Robert Seguso     | 7:6, 6:7, 6:7, 0:6      |
| Finalista     | 2. | 6 czerwca 1987  | French Open, Paryż | Ceglana      | Guy Forget    | Anders Järryd Robert Seguso | 7:6, 7:6, 3:6, 4:6, 2:6 |

## Kariera muzyczna
Wziął udział w nagraniu singla charytatywnego "Je reprends ma route" wspierającego organizację UNITAID, który ukazał się 24 września 2012, wykonanego przez formację Les Voix de l'Enfant (Głos dziecka) w towarzystwie takich wykonawców jak Quentin Mosimann, Matt Pokora, Emmanuel Moire, Joyce Jonathan, Gérard Lenorman, Florent Mothe, Mikelangelo Loconte, Pedro Alves, Merwan Rim i Marie Myriam.
Nagrał albumy solowe:
- 1991: Black & What !
- 1993: Urban Tribu
- 1998: Zam Zam
- 2000: Yannick Noah
- 2002: Live
- 2003: Pokhara
- 2005: Métisse(s)
- 2006: Charango
- 2010: Frontières
- 2012: Hommage
- 2014: Combats ordinaires